# Protògenes de Rodes
Protògenes (en grec antic: Πρωτογένης, Protogenes), que probablement va viure entre els anys 370 aC i 303 aC, fou un dels més famosos pintors grecs de l'antiguitat. Era contemporani d'Apel·les, i va florir entorn del 332 aC. La font gairebé única sobre aquest pintor és Plini el Vell.
Va néixer a Caune (Cària), que era una dependència de Rodes o, segons diu la Suda, a Xantos, encara que això és probablement un error. Va viure gairebé sempre a  Rodes excepte algunes visites a Atenes on va fer una de les seves obres als Propileus.
Fins que no va tenir 50 anys va viure sense destacar i en força pobresa i es guanyava la vida pintant vaixells, que en aquell temps es decoraven amb importants pintures, però les referències de les seves obres van arribar a orelles d'Apel·les, que va anar a Rodes i li va comprar per un alt preu (50 talents) algunes de les seves pintures que Protògenes venia per quasi res. De resultes, d'això el govern de Rodes el va protegir en considerar que tenia un artista entre els seus conciutadans. Demetri Poliorceta li va concedir les màximes atencions i, durant el setge que estava portant a terme sobre Rodes els anys 305 aC i 304 aC es va abstenir d'atacar la ciutat en el seu punt més vulnerable, per no perjudicar l'obra que durant el setge, Protògenes pintava, una de les seves obres principals que alguns diuen que era una representació de Ialís, l'heroi epònim de la ciutat de Ialisos. Protògenes vivia fora muralla, en un barri pobre, on va seguir treballant amb tota intensitat, i Demetri Poliorceta va preguntar-li com era que no es refugiava dins de la ciutat. El pintor va dir que sabia que el rei estava en guerra amb Rodes, però no amb les arts. La seva confiança va tenir recompensa i Demetri va col·locar una guàrdia armada al voltant de casa seva per protegir-lo. Aquesta anècdota l'expliquen també Plutarc i Aulus Gel·li, amb variants.
Aparentment era un autodidacte i si va tenir cap mestre no es coneix, i el fet que fos tant de temps desconegut indica que no va assistir a cap escola de prestigi. Passava molt de temps en les seves obres i es diu que el Ialís li va ocupar set anys (una altra font diu 11) i el va repintar quatre vegades. Ciceró diu que les seves obres eren perfectes en cada detall. Quintilià el situa entre els pintors més excel·lents per la cura que posava en els seus quadres.
Va pintar poques obres, segons diu Plini, ja que l'elaboració de cada una li portava molt de temps. La més important el Ialís o déu tutelar de Rodes, representat segurament com un caçador. Durant el setge de Rodes va pintar una composició d'un sàtir similar al Sàtir de Praxíteles. El sàtir es recolzava en una columna sobre la qual hi havia pintat una perdiu, però la gent va quedar tan admirada de la perfecció de l'ocell que no valoraven la figura principal, i Protògenes va esborrar l'au. Va pintar també el Propileu de l'Acròpoli d'Atenes, on es mostraven dues figures que eren personificacions de la costa de l'Àtica. I els temostetes (θεσμοθέτης) al senat dels Cinc-cents. Les altres obres que llista Plini són: Cidipe, Tlepòlem, el poeta tràgic Filisc de Corcira meditant, un atleta, el rei Antígon, la mare d'Aristòtil i una obra anomenada Alexandre i Pan. Plini diu que Aristòtil li va demanar que pintés a Alexandre el Gran, que seria aquesta última obra mencionada.
Segons Plini també va fer escultures però no n'esmenta cap, i només diu que va treballar en bronze athletas et armatos et venatores sacrificantesque. Segons la Suda, va escriure dues obres sobre art: Περὶ γραφικῆς i σχημάτων βιβλία β.